# Abdelrahman Astrahanski
Abdelrahman ali Abdulrahman (tatarsko  Ğabdelraxman, Gabdelrahman, rusko Абдул-Рахман, Abdul-Rahman) je bil leta 1533-1537 in 1540-1545 kan Astrahanskega kanata, * ni znano, † po 1545.
Bil je edini sin kana Abdelkerima. Na oblast je prišel leta 1533, ko je s pomočjo Nogajcev  strmoglavil kana Ak Kubeka. Leta 1537 so ga Nogajci odstavili in na njegovo mesto postavili Derviša Alija. Leta 1540 se je vrnil na oblast in vladal do leta 1545, ko ga je s pomočjo Nogajcev odstavil in zamenjal Ak Kubek. Njegova nadaljnja usoda ni znana. 

## Vira
- Славянская энциклопедия. Киевская Русь — Московия: в 2 т. Автор-составитель В. В. Богуславский. — Т. 1. — С. 7.
- Похлёбкин В.В. Татары и Русь. Глава 3. — Москва. "Международные отношения" 2000 г.

| Abdelrahman Astrahanski Turkaj-Timuridi (Mahmudoviči) |                                    |                       |
| Vladarski nazivi                                      |                                    |                       |
| Predhodnik: Ak Kubek                                  | Kan Astrahanskega kanata 1533–1537 | Naslednik: Derviš Ali |
| Predhodnik: Derviš Ali                                | Kan Astrahanskega kanata 1540–1545 | Naslednik: Ak Kubek   |